# Luzula nivalis
Espèce
Luzula nivalis est une espèce de plantes herbacées appartenant au genre Luzula et à la famille des Juncaceae.

## Liste des variétés
Selon Tropicos (23 mars 2014) (Attention liste brute contenant possiblement des synonymes) :
- variété Luzula nivalis var. latifolia (Kjellm.) Sam. ex Hultén
- variété Luzula nivalis var. nivalis